# Pottawatomie County, Kansas
Pottawatomie County är ett administrativt område i delstaten Kansas, USA, med 21 604 invånare. Den administrativa huvudorten (county seat) är Westmoreland.

## Geografi
Enligt United States Census Bureau har countyt en total area på 2 233 km². 2 187 km² av den arean är land och 46 km² är vatten.

### Angränsande countyn
- Marshall County - norr
- Nemaha County - nordost
- Jackson County - öst
- Shawnee County - sydost
- Wabaunsee County - söder
- Riley County - väst

### Orter
- Belvue
- Emmett
- Havensville
- Louisville
- Manhattan (huvudsakligen i Riley County)
- Olsburg
- Onaga
- St. George
- St. Marys (delvis i Wabaunsee County)
- Wamego
- Westmoreland (huvudort)
- Wheaton